# Max Burckhard

Max Burckhard

Max Burckhard

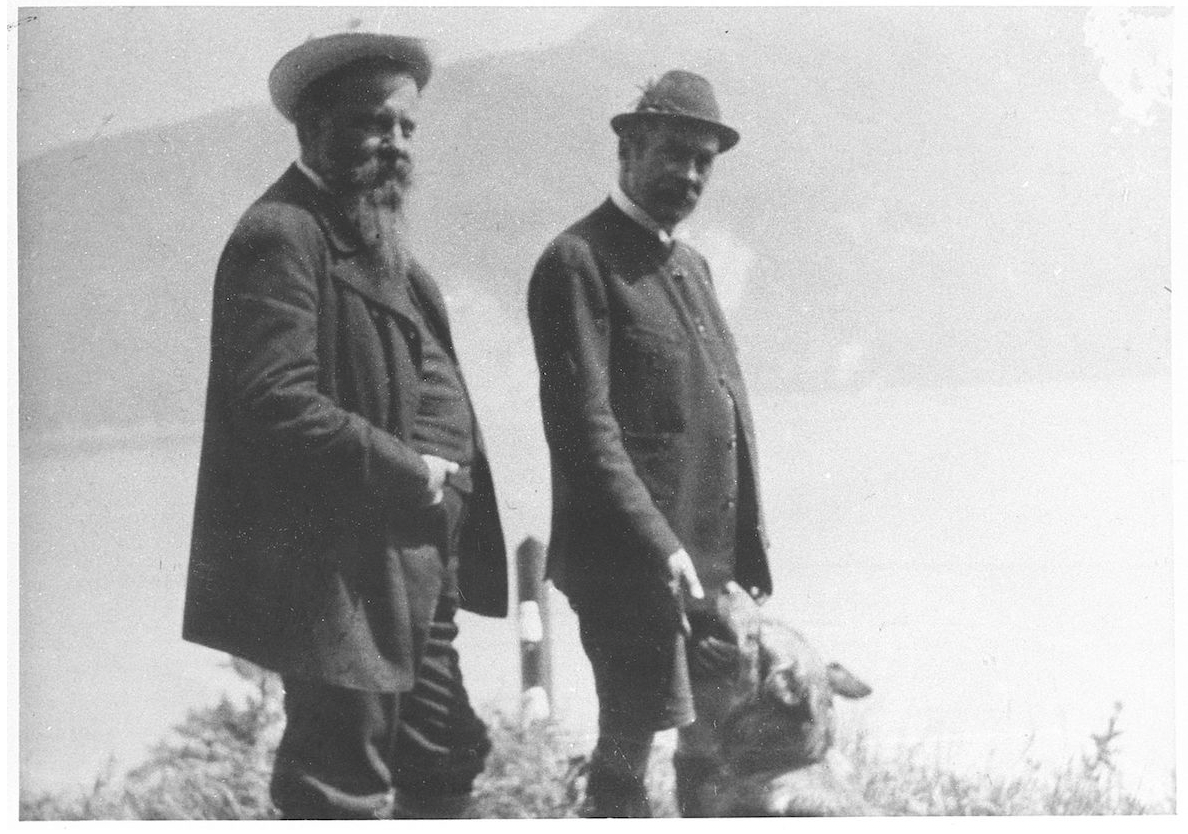
Hermann Bahr und Max Burckhard, 1909

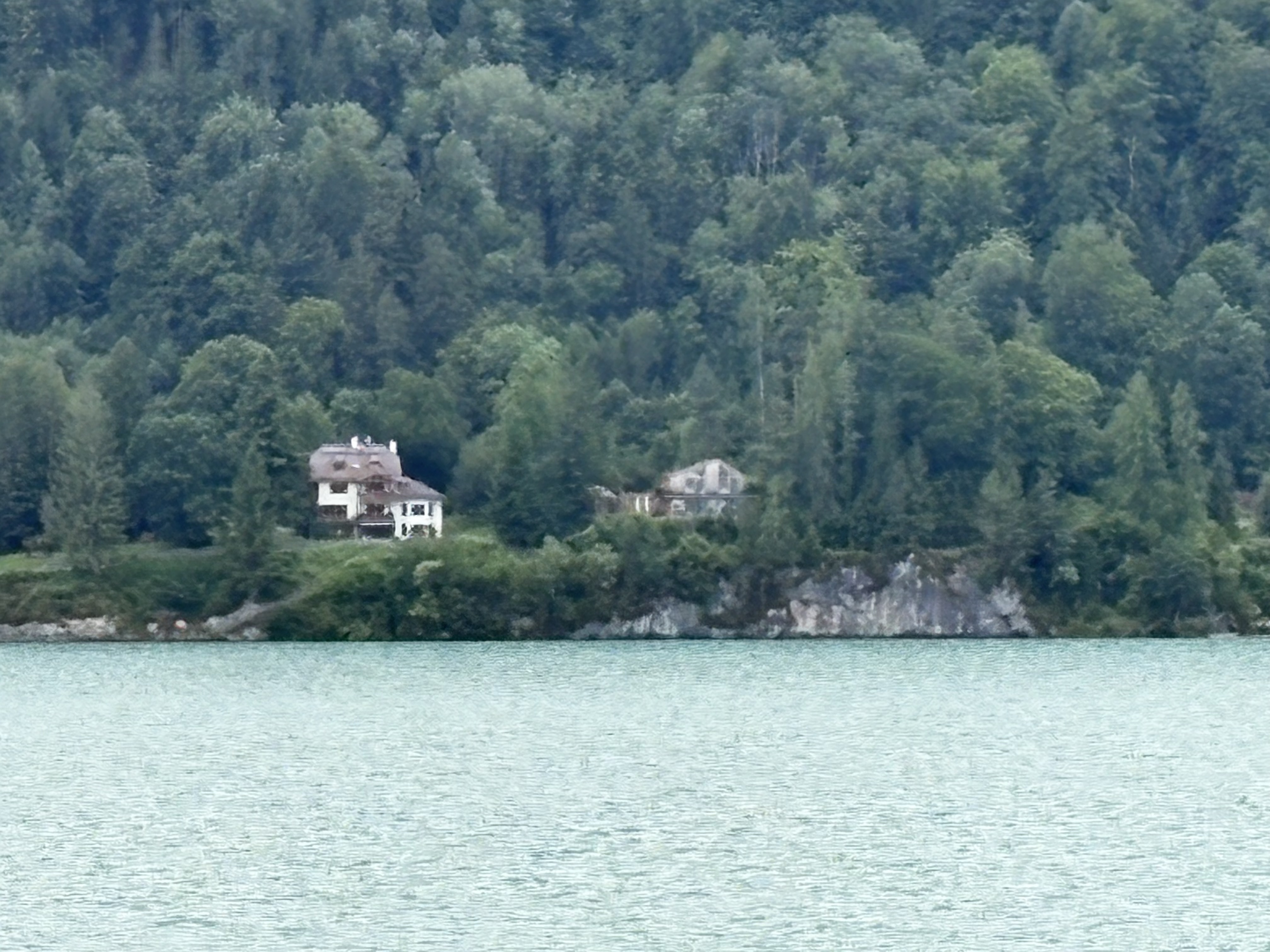
Haus von Max Burckhard, Franzosenschanze, Aufnahme 2025, vom See

Max Eugen Burckhard (* 14. Juli 1854 in Korneuburg (Niederösterreich); † 16. März 1912 in Wien) war ein österreichischer Theaterdirektor, Theaterkritiker, Schriftsteller und Rechtswissenschaftler. Von 1890 bis 1898 war er Direktor des k.k. Hofburgtheaters (Wiener Burgtheater).

## Familie
Sein Vater Leopold Burckhard war Grundbuchführer. Seine Mutter hieß Amalie geb. Schreibner (ca. 1818–26. Februar 1901 in Innsbruck); die Eltern waren seit 14. November 1841 verheiratet. Er war ab circa 1885 mit Sophie Nissl verheiratet, der Tochter des Brauereibesitzers Robert Nissl, dem Eigentümer des Schlosses Büchsenhausen. Die Ehe wurde geschieden; sie heiratete in zweiter Ehe den Afrikaforscher August Creydt (Hannover, ca. 1868 – München, August 1911). 1911 hatte sie zwei minderjährige Söhne, Alexander und Robert Creydt, und lebte in Klagenfurt.

## Leben

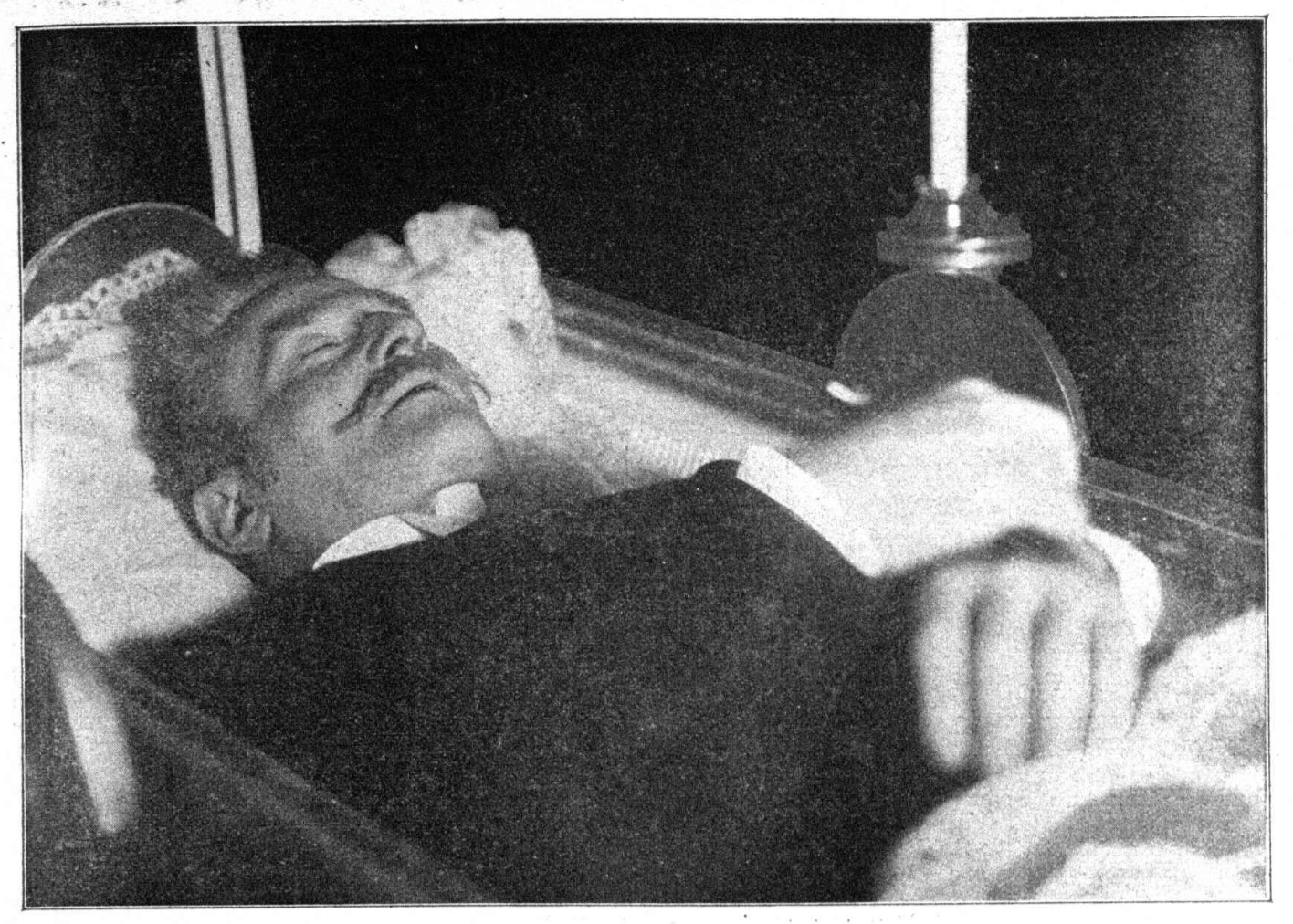
Burckhard am Totenbett, Wiener Bilder, 24. März 1912

Max Burckhard besuchte das Stiftsgymnasium Kremsmünster, studierte in der Folge Rechtswissenschaft in Wien und war ab 1872 Mitglied der Wiener Burschenschaft Silesia. Er wurde Richter in St. Pölten, verfasste das dreibändige Werk "System des österreichischen Privatrechts" und wurde 1887 Ministerialvizesekretär im Ministerium für Kultus und Unterricht. Ab August 1889 war er ein halbes Jahr lang Herausgeber der Österreichischen Zeitschrift für Verwaltung.
Ohne spezielle Erfahrung in der Führung eines Theaters folgte Max Burckhard 1890 Adolf von Sonnenthal als Direktor des Wiener Burgtheaters.
Frei von alten Verpflichtungen gegenüber dem Ensemble entstaubte er den Spielplan und brachte Sozialdramen von Henrik Ibsen, Gerhart Hauptmann, Hugo von Hofmannsthal und Arthur Schnitzler, dessen „Liebelei“ 1895 bei ihm uraufgeführt wurde. Sogar Ferdinand Raimund und die Volksstücke von Ludwig Anzengruber machte er durch Aufführungen am Hofburgtheater hoffähig. Durch preisgünstige Sonntagnachmittags-Vorstellungen betrieb Burckhard auch eine Öffnung des Burgtheaters für breitere Schichten.
Viel Geschick bewies er bei der Erweiterung des Ensembles um Schauspieler wie Adele Sandrock (mit der er auch liiert gewesen sein dürfte), Lotte Medelsky, Otto Tressler, Hedwig Bleibtreu, Friedrich Mitterwurzer und Josef Kainz.
Burckhard konnte mit seinen innovativen Aktivitäten ein neues, fortschrittliches Publikum für das Burgtheater interessieren und durch sein charismatisches Wesen verwandelte er viele seiner Kritiker in Freunde wie etwa den Schriftsteller und Theaterkritiker Hermann Bahr, den er intensiv in die Programmierung einband. Auch die liberale Presse stand auf seiner Seite, jedoch war er Vertretern des traditionellen Theaterverständnisses immer ein Dorn im Auge und so scheiterte er letztendlich doch an den konservativen Kreisen des Landes und reichte 1898 seine Demissionierung ein.
Burckhard wurde 1898 zum Hofrat am Verwaltungsgerichtshof ernannt, wo er bis 1900 tätig war. Er publizierte viel, trat auch als Dramatiker zeitkritischer Volksstücke und Komödien hervor, wie etwa "Die Bürgermeisterwahl" (1897), "‘s Katherl" (1898), "Rat Schimpf" (1905) und "Die Insel der Seligen" (1908) und arbeitete in der Folge auch als Nachfolger seines Freundes Hermann Bahr, als dieser die Herausgabe des Kulturteils der Zeit 1899 abgab.
Burckhard zog sich im Alter nach St. Gilgen am Wolfgangsee zurück, wo er sich im Dorf Franzosenschanze ab 1903 ein Haus errichtet hatte. Zuletzt dürfte er "halb geistesgestört" gewesen sein. Erben waren seine Schwester Henriette, verh. Hlawacek († 24. Dezember 1916), und ihr Sohn Friedrich Hlawacek (* 5. August 1877, † 10. Juni 1936 Salzburg), Rechtsanwalt in Salzburg.
Die Bibliothek mit knapp 3000 Büchern wurde von 4. bis 9. September 1912 in Wien versteigert, einen Auktionskatalog verlegte Hugo Heller.

## Verschiedenes
In Joshua Sobols Polydrama Alma – A Show Biz ans Ende ist Max Burckhard als einer der Jugendfreunde von Alma Mahler-Werfel porträtiert.

## Werke (Auswahl)
- Simon Thums. Einige Tage aus seinem Leben. Roman. Verlag der J. G. Cotta’schen Buchhandlung, Stuttgart 1897[11]
- Das Nibelungenlied. Bard, Marquardt & Co., Berlin 1900 (= Die Literatur, Sammlung illustrierter Einzeldarstellungen, hrsg. von Georg Brandes, Bd. 26; Digitalisat im Internet Archive)
- Theater. Kritiken, Vorträge und Aufsätze. Manzsche k. u. k. Hof-Verlags- und Universitäts-Buchhandlung, Wien 1905 (Digitalisate von Bd. 1 und Bd. 2 im Internet Archive)
- Anton Friedrich Mitterwurzer. Wiener Verlag, Wien / Leipzig 1906
- Das Theater. Rütten & Loening, Frankfurt am Main 1907 (= Reihe Die Gesellschaft, hrsg. von Martin Buber)
- Quer durch das Leben. Fünfzig Aufsätze. F. Tempsky, Wien 1908 (Digitalisat im Internet Archive)